# María Lorenzotti
María Lorenzotti, vollständiger Name María Pía Lorenzotti, (* 13. Juli 1996) ist eine uruguayische Tischtennisspielerin.

## Karriere
Die 1,60 Meter große Lorenzotti ist die jüngere Schwester des Tischtennisspielers Gonzalo Lorenzotti. Sie begann mit dem professionellen Tischtennisspielen im Alter von 11 Jahren. In Paraguay nahm an den U-11-Südamerikameisterschaften teil, konnte jedoch im Verlaufe des dortigen Turniers keine ihrer absolvierten Partien gewinnen. Bei den Schüler-Südamerikameisterschaften in Lima gewann sie sowohl eine Silber- als auch eine Bronzemedaille. Ebenfalls beim internationalen U-15-ITTF-Turnier in Chile belegte sie den 2. und den 3. Platz. In Ecuador feierte sie den Turniersieg im Einzel bei den ITTF-Open in der Altersklasse U-21. 2013 gewann sie die Bronzemedaille im Einzel bei den Südamerikanischen Jugendspielen in Lima. Im Mixed holte sie an der Seite des Brasilianers Massao Kohatsu Gold. Verantwortlicher Trainer bei diesen Spielen war Ernesto Lorenzotti. Im Oktober 2013 belegte sie in der U-18-Weltrangliste die 5. Position. Zu jener Zeit spielte sie für das schwedische Team Mälarenergi, das am Europacup der Landesmeister teilnahm. 2014 gehörte sie dem Team Uruguays bei den Olympischen Jugend-Sommerspielen in Nanjing an. Im selben Jahr gewann sie den Titel im Dameneinzel bei den Junioren-Südamerikameisterschaften 2014. Lorenzotti wurde 2014 Uruguayische Meisterin im Dameneinzel vor der Zweitplatzierten Sandra Suárez und der Vorjahresmeisterin Marcela Di Leone auf dem 3. Platz. Im Juni 2015 gewann sie, für den Club Ltm startend, das Torneo Metropolitano sowohl im Einzel als auch im Doppel an der Seite ihres Bruders Gonzalo. Sodann nahm sie mit der uruguayischen Mannschaft an den Panamerikanischen Spielen 2015 in Toronto teil. Dort belegte sie im Dameneinzel den 9. Platz.
Bisher zweimal wurde María Lorenzotti für die Teilnahme an Weltmeisterschaften nominiert, nämlich 2013 und 2015, kam dabei jedoch nie in die Nähe von Medaillenrängen.

## Erfolge

### Jugend und Junioren
- 2. Platz Jugend-Südamerikaspiele: 2013 – Mixed
- 3. Platz Jugend-Südamerikaspiele: 2013 – Einzel
- 1. Platz Juniorensüdamerikameisterschaften: 2014 – Einzel

### Senioren
- 1. Platz Uruguayische Meisterschaft: 2014 – Einzel

## Turnierergebnisse
| Verband | Veranstaltung        | Jahr | Ort          | Land | Einzel        | Doppel | Mixed      | Team |
| ------- | -------------------- | ---- | ------------ | ---- | ------------- | ------ | ---------- | ---- |
| URU     | Pro Tour             | 2014 | Buenos Aires | ARG  | letzte 16     |        |            |      |
| URU     | Weltmeisterschaft    | 2015 | Suzhou       | CHN  | letzte 128    | Qual.  | letzte 128 |      |
| URU     | Weltmeisterschaft    | 2013 | Paris        | FRA  | Qual.         |        | letzte 128 |      |
| URU     | World Junior Circuit | 2014 | Senec        | SVK  | Halbfinale    |        |            |      |
| URU     | World Junior Circuit | 2014 | Manama       | BRN  | Silber        |        |            |      |
| URU     | World Junior Circuit | 2013 | San Salvador | ESA  | Halbfinale    |        |            |      |
| URU     | World Junior Circuit | 2013 | Guatemala    | GUA  | Silber        |        |            |      |
| URU     | World Junior Circuit | 2013 | Lima         | PER  | Viertelfinale |        |            |      |
| URU     | World Junior Circuit | 2013 | Buenos Aires | ARG  | Silber        |        |            |      |
| URU     | World Junior Circuit | 2012 | Buenos Aires | ARG  | Viertelfinale |        |            |      |
| URU     | World Junior Circuit | 2010 | Santiago     | CHI  | Viertelfinale |        |            |      |